# Ulrik Kernell
Ulrik Kernell, född 14 juli 1761 i Åsbo församling, Östergötlands län, död 4 december 1834 i Hallingebergs församling, Kalmar län, var en svensk präst.

## Biografi
Ulrik Kernell föddes 1761. Han var son till kyrkoherden Pehr Kernell i Åsbo församling och Anna Gråsten. Kernell blev 1780 student vid Uppsala universitet och prästvigdes 1786. Han avlade 1792 pastoralexamen och blev 1798 komminister i Rinna församling. Kernell var 1805 respondent på prästmötet och blev 1808 komminister i Åsbo församling. Han blev 1810 kyrkoherde i Hallingebergs församling och avled 1834.

### Familj
Kernell gifte sig 14 april 1799 med Ulrika Margaretha Falk, dotter till kyrkoherden Johannes Falk i Mjölby församling och Christina Regnér. De fick tillsammans barnen komministern Per Johan Ulrik Kernell i Svanshals församling, Nils Daniel Kernell (1803–1807), komministern Carl Gabriel Kernell i Linderås församling, Anders Fredrik Kernell (1808–1826) och kyrkoherden Samuel Erik Kernell i Hägerstads församling.